# Lithophane cinerosa
Lithophane cinerosa là một loài bướm đêm trong họ Noctuidae.